# Daltonkulturen

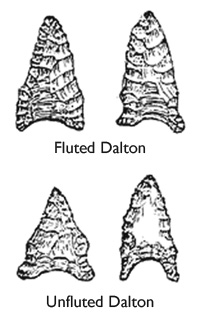
Exempel på Dalton-spetsar.

Daltonkulturen är en senpaleoindiansk och tidig arkaisk kultur i Nordamerika. Kulturen utmärks av  de typiska projektilspetsarna och hittades i större delen av sydöstra och östra delarna av Great Plains under perioden 10 500 . (8 500 till 7 900 f.Kr.). Daltonspetsarna är uppkallade efter domaren Sidna Poage Dalton (1892–1965) som anses vara upptäckare av många fyndplatser för Daltonspetsar.  Den internationellt kända Sloan Site i Greene County, uppkallad efter studenten Mary Ann Sloan, är den äldsta dokumenterade gravplatsen på västra halvklotet. Studier av stenredskap från platser med daltonfynd har gett många insikter i dessa jägare-samlares liv under övergången från den senaste istiden till Holocen. 
"Dalton-materialen är vanligtvis icke-räfflade projektilspetsar med karakteristiska konkava baser som böjer sig utåt. Dessa föremål tros vara multifunktionella verktyg som fungerade som projektilspetsar, knivar, sågar, mejslar och skrapor. Dalton-material finns i hela sydöstra USA, men också i de östra Great Plains och de södra delarna av nordost. Dalton-traditionen anses vara ett svar på de betydande miljö- och försörjningsförändringar som inträffade i början av holocen under övergången från paleo-indiansk till arkaisk period.
– Cameron B. Wesson

## Daltonkulturen
Daltonperioden sträcker sig från 10 500 till 9 900 år sedan (cirka 8500 till 7900 f.Kr.), under vilken det fanns en kultur av forntida indianska jägare-samlare (kallade Daltonfolket) som tillverkade en distinkt uppsättning stenredskap som är finns idag på platser i mitten av USA. Namnet "Dalton" användes första gången 1948 för att hänvisa till en stil av sönderskuren sten projektil spets/kniv. Dalton-punkten var uppkallad efter domare Sidna Poage Dalton, som hade hittat många Dalton-platser i centrala Missouri. 
Lämningar av Daltonkulturen har hittats i hela Mississippi River Valley. Eftersom Daltonspetsar hittades i olika regioner mitt i Nordamerika fick de tyvärr många olika namn, såsom Holland, Meserve, Greenbrier, Colbert, Hardaway och Breckenridge. Utgrävningar av Brandboplatsen och Sloan-gravarna och ytfynd på många platser i  Arkansas ger mycket information om Daltonkulturen i nordöstra Arkansas. 

### Naturmiljö
Daltonkulturen inträffade under övergången från den senaste istiden till början av Holocen. I början av tidsperioden var mycket av landskapet i Arkansas täckt av träd och gräs, och de sandiga flodterrasserna i Mississippideltat dominerades av ek- och hickoryskogar. Under perioden växte sockerlönn, avenbok, bok och valnöt uppe i höglandet, och askar, cypresser och andra tempererade lövträd växte i dungar och på terrasser i lägre terräng. Människorna hade kunskaper om ätbara växtarter och som kunde användas som läkemedel. Några av de viktigaste inhemska växterna inkluderar persimon, grönbryte (Smilax rotundifolia), kermesbär, starr, amaranth, ramps(vild lökväxt påminner om ramslök) och en mängd olika bär, frukter och nötter. Eftersom tätheten av boplatser och lösfynd var stor i Arkansas var miljön en rik jakt- och god fiskeplats under perioden: jaktbyten som älg, björn, vitsvanshjortar, tvättbjörn, kanin, ekorrar och andra små däggdjur fanns i överflöd. Direkta bevis saknas men troligtvis ingick fåglar, sjöfåglar, amfibier , reptiler och fiskar som proteinkällor särskilt  i deltaregionen av Mississippi River.

### Litisk teknologi
Daltonfolk fortsatte att använda de flesta av de stenverktygstyper som deras paleoindiska förfäder använde: spjutspetsar som också fungerade som skärverktyg, såväl som flingverktyg (ändskrapor, sidoskrapor och gravare) vanligtvis gjorda av flinta och formade genom att flagna av bitar. en större kärna. Nya verktyg under Daltonkultyren inkluderar borrar och sylar och tväryxor tillverkade med avslagningsteknik, så kallade skaftslipare för spjutskaft. Daltonkulturens utmärkande föremål är Daltonspetsen. Den användes inte bara för jakt på vitsvanshjortar utan var också ett verktyg att skära kött, skinn, trä och andra material. Daltonspetsar var lansettlika (bladformade). Spetsen var ibland tandad, liknande den moderna brödkniven. Skaftet gjordes konkav vid basen och avsmalnande för att lätt passa in i ett handtag eller ett spjutskaft. Daltonspetsar slogs ofta om för att vässas upp vilket framgår av många fynd. Denna teknik förlängde livslängden på verktyget. Arkeologer har studerat arbetsprocessen vid tillverkning och underhåll av Daltonspjutspetsar och hur de omformades till andra verktyg, såsom borrar, ändskrapor o.s.v.
Daltonyxor är de tidigaste i Nordamerika. De var av typen tväryxor. Ursprungligen kallades de för sköldpaddsskrapor på grund av sin form - platt på baksidan och med en puckel på framsidan - Dalton yxor var troligtvis skaftade som moderna adzes, med skärbladet är vinkelrätt mot skaftet (tväryxa). Slitspåranalys visade att yxor från Sloanplatsen användes i förkolnat trä. Detta tyder på att de använts i tillverkning av kanoter. Yxorna var användbara för att hugga ner träd till husstolpar, träbehållare eller ramar för att sträcka hudar. Runda stenar av kvartsit och andra bergarter användes som städ för att knäcka nötter, klyva små kvartsstenar och retuschera kanterna på stenverktyg. Sandsten användes för att slipa spjutskaft. Benverktyg hittas mycket sällan boplatser från Daltonkulturen. En nål med ett öga gjord av ben återfanns i Graham Cave i Missouri. Man använde sannolikt en mängd olika förgängliga material som ben, växter, skinn, senor, men dessa är mycket sällsynta fynd i de flesta arkeologiska sammanhang.

### Försörjningssätt
Försörjningsteknologi inkluderar alla materiella resurser och kunskaper som är involverade i att samla in och förbereda det material som behövs för att göra kläder, tak över huvudet och mat . Daltons uppehälle involverade en stor variation av lättförgängliga material som vanligtvis inte överlever i det arkeologiska arkivet. Direkta bevis för vad man åt inkluderar matrester på artefakter, rester på verktyg. Isotopförhållanden  i mänsklig skelettvävnad speglar vad man åt. Mat från havet ger vissa värden och köttdiet förändrar kväveisotoperna i benvävnaden. Indirekta bevis är de som man sluter sig till i en analys. Form och storlek på verktygen, rester på verktygen och slitage på verktyg kan berätta om deras användning. Av stenredskapen som hittats framgår att Dalton var jägare och att de bearbeta trä till sina hyddor och kläder av hudar. Hyddorna eller kläderna har inte hittats.  Inga Daltonboplatser har hittas i Arkansas med bevarade djurben eller växtrester. Kemiska analyser av skelettrester från gravarna vid Sloan var inte möjliga på grund av  för dåligt bevarade ben. Hjortar, sjöfåglar, fiskar, kalkon, små däggdjur som kaniner, ekorrar och tvättbjörn, nötter, bär och frukter fanns tillgängliga i naturen och var förmodligen de viktiga näringsmedlen för denna tid. Lämningar från boplatserna vid Big Eddy i Missouri och Dust Cave i Alabama tyder på att dieten inkluderade vegetabilisk mat. Nya bevis från en arkeologisk utgrävning i Missouri tyder på att nötter, bär och möjligen vissa frön sannolikt konsumerades under perioden.

### Bosättningar
Över 750 Dalton-platser har registrerats enbart i nordöstra Arkansas. De mest noggrant undersökta platserna i Arkansas är Brand-platsen i Poinsett County och Sloan-platsen i Greene County. En modell antyder att Dalton-folk kan ha koncentrerat sina jakt- och insamlingsaktiviteter inom avgränsade områden väster om Crowley's Ridge . Dan och Phyllis Morse antar att Daltons bosättningar inkluderar basbosättningar, matinsamlingsläger, stenbrott och kyrkogårdar. De kallade dessa omskrivna områden för "skenbara band-territorier". Daltonfolk reste förmodligen till livsmiljöer med sådana resurser som sten för att tillverka verktyg; organiska material för kläder, skor och behållare; och växtresurser som tillförde essentiella fetter, vitaminer och mineraler – allt väsentligt för överlevnad. Dalton-grupper planerade troligen specifika möten för att hitta sexuella partners, handla och kommunicera färdigheter och prestationer. Brandplatsen är ett jaktläger där människor skrapat hudar, bearbetat trä i verktygshandtag och andra föremål och renoverat sina stenverktygssatser. Lace-platsen, som ligger i mitten av L'Anguille-flodbassängen i Poinsett County, kan ha varit ett stort basläger. Det har till största delen förstörts av moderna jordbruksmetoder. Sloan-platsen, som ligger i Cache River Basin, var en plats som Dalton-grupper besökte för att begrava sina döda, tillsammans med verktyg från sina egna verktygssatser eller kanske arvegods som de fått från släktingar. Även om det förmodligen finns andra Dalton-kyrkogårdar och stora basläger, verkar majoriteten av de registrerade Dalton-platserna vara tillfälliga läger inrättade för att samla in och/eller bearbeta resurser. Stenkällorna som används för att tillverka Dalton-verktyg inkluderar Crowley's Ridge chert och många stenar från Ozarks och längs Ozark-branten. Distributionen av stenredskap gjorda av olika cherttyper ger ledtrådar till Dalton-folkets rörelser.

### Gravarna vid Sloan-platsen
Vid platsens upptäckt år 1968 hade trädbeväxta sanddyner röjts och odlats. Erosion ledde sedan till upptäckten av daltonartefakter av amatörer som samlade fornsaker. 1974 grävdes platsen ut för att förhindra förlust av artefakter och information. Platsen hade inte bevarat mänskligt ben. Små benfragmenten identifierades som mänskliga. Variationen i tjocklek på skallfragment tyder på att både ungdomar och vuxna begravdes på platsen. Totalt 439 artefakter, i små kluster hittades under utgrävningen. Majoriteten av gravgodset var daltonspetsar och adzes. Andra verktyg som skrapor, sticklar, knivar, hammare, hackor, slipverktyg hittades också.Fem små klumpar av röd ockra och en bot järnoxid återfanns också. Analys av rumsliga fördelningen  av mänskliga benfragment och artefaktkluster tydde på att det fanns mellan tjugoåtta och trettio gravar på platsen.

## Sammanfattning
De bevarade resterna av daltonkulturen är begränsade men några allmänna slutsatser om daltonkulturen kan ändå vinnas. Människorna var ättlingar till paleoindianerna vilket likheter i teknik, bosättning och försörjningsstrategier visar. Uppfinningen av tväreggade stenyxor för att fälla träd och bearbeta trä. Yxanvar grunden för att senare grupper kunde förändra sin miljö avsevärt. Baserat på avstånden mellan de platser som användes som stenbrott och de platser där stenredskap sedan deponerades, förflyttade man sig kortare sträckor än på paleoindianska tiden men över större avstånd än sina ättlingar. Även om mycket av deras tid ägnades åt deras dagliga uppgifter att skaffa material för försörjningsbehov, ägnade de helt klart tid åt andra saker än mat, kläder och tak över huvudet. Gravläggningen av kroppar på en särskild plats med gravgåvor på Sloangravplatsen tyder på att daltonbefolkningen hade någon typ av religion.